# The Soothsayer
The Soothsayer – siódmy album studyjny amerykańskiego saksofonisty jazzowego Wayne’a Shortera, nagrany w 1965, lecz wydany po raz pierwszy w 1979 roku nakładem Blue Note Records.

## Powstanie
Pięć z sześciu zamieszczonych na płycie kompozycji napisał Wayne Shorter, jedną, Valse Triste, tu w aranżacji lidera – Jean Sibelius.
Materiał na płytę został zarejestrowany 4 marca 1965 roku przez Rudy’ego Van Geldera w należącym do niego studiu (Van Gelder Studio) w Englewood Cliffs w stanie New Jersey. Produkcją albumu zajął się Alfred Lion.

## Lista utworów
Opracowano na podstawie materiału źródłowego.
Wydanie LP
Strona A
| Nr | Tytuł utworu   | Muzyka        | Długość |
| -- | -------------- | ------------- | ------- |
| 1. | „Lost”         | Wayne Shorter | 7:16    |
| 2. | „Angola”       | Shorter       | 4:50    |
| 3. | „The Big Push” | Shorter       | 8:21    |
|    |                |               | 20:27   |

Strona B
| Nr | Tytuł utworu     | Muzyka        | Długość |
| -- | ---------------- | ------------- | ------- |
| 1. | „The Soothsayer” | Shorter       | 9:36    |
| 2. | „Lady Day”       | Shorter       | 5:33    |
| 3. | „Valse Triste”   | Jean Sibelius | 7:43    |
|    |                  |               | 22:52   |

Utwór dodatkowy na CD
| Nr | Tytuł utworu              | Muzyka  | Długość |
| -- | ------------------------- | ------- | ------- |
| 1. | „Angola (alternate take)” | Shorter | 6:41    |
|    |                           |         | 6:41    |

## Twórcy
Opracowano na podstawie materiału źródłowego.
Muzycy:
- Wayne Shorter – saksofon tenorowy
- James Spaulding – saksofon altowy
- Freddie Hubbard – trąbka
- McCoy Tyner – fortepian
- Ron Carter – kontrabas
- Tony Williams – perkusja

Produkcja:
- Alfred Lion – produkcja muzyczna
- Rudy Van Gelder – inżynieria dźwięku
- Bill Burks – projekt okładki
- Michael Cuscuna – produkcja muzyczna (w związku z wydaniem albumu), liner notes